# Résolution 1707 du Conseil de sécurité des Nations unies
Membres permanents
- Chine
- États-Unis
- France
- Royaume-Uni
- Russie

Membres non permanents
- Argentine
- Congo
- Danemark
- Ghana
- Grèce
- Japon
- Pérou
- Qatar
- Slovaquie
- Tanzanie

Résolution no 1706 Résolution no 1708
La résolution 1707 du Conseil de sécurité des Nations unies fut adoptée à l'unanimité le 12 septembre 2006. Après avoir réaffirmé toutes les résolutions sur la situation en Afghanistan, en particulier les résolutions 1386 (de 2001), 1413 (en) (de 2002), 1444 (de 2002), 1510 (de 2003), 1563 (de 2004), 1623 (de 2005) et 1659 (en) (de 2006) et les résolutions 1368 (de 2001) et 1373 (de 2001) sur le terrorisme, le Conseil a prorogé l'autorisation de la Force internationale d'assistance et de sécurité (FIAS) jusqu'à la mi-octobre 2007.

## Résolution

### Observations
Le Conseil de sécurité a reconnu que la responsabilité d'assurer la sécurité, la loi et l'ordre dans tout l'Afghanistan incombait aux Afghans eux-mêmes. Le Conseil a reconnu la nature interdépendante des défis dans le pays, réaffirmant l'importance des progrès en matière de sécurité, de gouvernance et de lutte contre le commerce des stupéfiants. Il a souligné l’importance du Pacte pour l’Afghanistan en tant que cadre de coopération entre l’Afghanistan et la communauté internationale.
La situation en matière de sécurité en Afghanistan a suscité des inquiétudes, notamment l’intensification des activités d’Al-Qaïda, des talibans, des groupes armés et des personnes impliquées dans le trafic de drogue.  Dans ce contexte, la résolution a appelé toutes les parties afghanes à s'abstenir de recourir à la violence ou aux groupes armés et à s'engager de manière constructive dans le développement du pays; la réforme du secteur de la sécurité était essentielle.
La résolution saluait les contributions des Forces nationales de sécurité afghanes, de la FIAS et de l’opération Enduring Freedom (OEF) à la sécurité en Afghanistan, en particulier l’extension de la FIAS dans les régions du sud et de l’est du pays.  Le Conseil a également remercié le Royaume-Uni d'avoir pris la tête de la FIAS à la place de l'Italie et félicité les pays qui avaient contribué à l'OTAN. Le Conseil a estimé que la situation en Afghanistan constituait une menace pour la paix et la sécurité internationales.

### Contenu
Agissant en vertu du Chapitre VII de la Charte des Nations unies, le Conseil a renouvelé le mandat de la FIAS pour une période de douze mois au-delà du 13 octobre 2006. Les États participant à la force étaient autorisés à prendre toutes les mesures nécessaires pour s'acquitter de leur mandat, tandis que les autres États Membres ont été invités à fournir du personnel et des ressources à l'opération.
La force a été appelée à travailler avec le gouvernement afghan, l'OEF et le Représentant spécial du Secrétaire général. Enfin, la direction de la FIAS a été priée de fournir des rapports trimestriels sur l’exécution de son mandat.